# Morag (mythisch wezen)

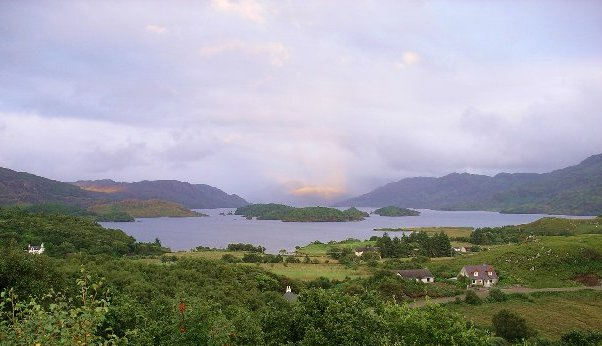
Loch Morar

Morag (met lidwoord: a’Mhorag, spreek uit /'vorɘg/) is de naam van een soort monster dat volgens de Schotse mythologie zou leven in Loch Morar, een Schots meer dat meer dan 300 meter diep is.

## Omschrijving
'Morag' is afkomstig van het Gaelische woord mordhobhar, dat staat voor 'groot water'. Volgens de mythe zijn de morag wezens die kunnen verschijnen als ofwel een begeerlijke jonge vrouw of zeemeermin, ofwel een ten minste tien meter lange slang of aalachtige.
In de hoogtijdagen van de Schotse clans, geloofden de mensen dat de morag (met het lidwoord geschreven als mhorag, meervoud na moraig) alleen verschenen als voorteken, wanneer een lid van een bepaalde clan op sterven lag. Later werd de aard van de verschijning bijgesteld tot die van een vreemd, afzichtelijk, maar niet bovennatuurlijk wezen.
Van de morag - in welke verschijningsvorm ook - bestaan geen beelden of overblijfselen. Het geloof in het bestaan van de soort is puur gebaseerd op getuigenverklaringen. Een bioloog genaamd Roy P. Mackal speculeerde dat de slangachtige verschijningsvorm van de morag zou kunnen duiden op een afstammeling van de basilosaurus. Een aanzienlijk deel van de mensen die beweren een morag te hebben gezien, geven een beschrijving die duidt op een soort plesiosaurus. Loch Morar is vele malen kouder dan de wateren waar deze reptielensoort in leefde, wat deze verklaring bemoeilijkt.